# ابراهیم الجوابره
ابراهیم الجوابره (عربی: إبراهيم الجوابرة؛ زادهٔ ۱۰ مهٔ ۱۹۹۱) بازیکن فوتبال اهل اردن است.
از باشگاه‌هایی که در آن بازی کرده‌است می‌توان به باشگاه فوتبال الاهلی (امان) اشاره کرد.
وی همچنین در تیم ملی فوتبال اردن بازی کرده‌است.